# Leucocelis puncticollis
Leucocelis puncticollis är en skalbaggsart som beskrevs av Moser 1908. Leucocelis puncticollis ingår i släktet Leucocelis och familjen Cetoniidae. Inga underarter finns listade i Catalogue of Life.